# Андросово (Нижегородская область)
Андро́сово — село в Гагинском районе Нижегородской области России. Входит в состав Ветошкинского сельсовета.

## География
Находится в юго-восточной части Нижегородской области, в зоне хвойно-широколиственных лесов, вблизи реки Ивашка, к востоку от автодороги 22К-0056, на расстоянии приблизительно 15 километров (по прямой) к северо-северо-востоку от села Гагина, административного центра района.

### Климат
Климат характеризуется как умеренно континентальный, с коротким тёплым летом и холодной снежной зимой. Среднегодовая температура — 3,2 — 3,4 °C. Средняя температура воздуха самого тёплого месяца (июля) — 17 — 19 °C; самого холодного (января) — −14 — −12 °C. Среднегодовое количество атмосферных осадков составляет 450—500 мм, из которых 349 мм выпадает в период с апреля по октябрь.

## Население
| 2002 | 2010 |
| ---- | ---- |
| 25   | ↘3   |

## Известные уроженцы, жители
Мартазов, Константин Александрович (1919 — 1993) — советский стрелок, участник Олимпийских Игр 1952 года.

## Инфраструктура
Личное подсобное хозяйство с зоной сельскохозяйственного использования, индивидуальная застройка усадебного типа.

## Достопримечательности
- Дом-музей деда В. И. Ленина. В Список культурного наследия Гагинского района не включён[7].
- Мемориальный музей семьи Ульяновых.
- Памятник «Павшим в Великой Отечественной войне».

## Транспорт
Деревня доступна автотранспортом. Подъездная дорога от региональной автодороги 22К-0056.